# 赵会华
赵会华（1940年—），女，辽宁旅大人，中国跳伞运动员、教练员，运动健将，曾任国家跳伞队教练。